# Leszek Ciota
Leszek Ciota (né le 4 janvier 1957) est un lutteur polonais.

## Palmarès

### Championnats d'Europe
- Médaille de bronze en catégorie des moins de 82 kg en 1985